# فورث (لغة برمجة)
فورث هي لغة برمجة حاسوب وبيئة برمجة بنائية، أمرية، انعكاسية، قابلة للتمديد، تقوم على التكدس. وعلى الرغم من أن اسم اللغة ليس مختصرا، فأحيانا تكتب جميع الحروف كبيرة هكذا FORTH، بإتباع الاستخدام المألوف خلال سنواته الأولى.
فورث: لغة برمجة بالإجراءات بدون فحص النوع، وتجمع فورث ببن كل من التنفيذ التفاعلي للأوامر (بجعلها مناسبة مثل غلاف للنظم التي تفتقر إلى نظام تشغيل أكثر رسمية) والقدرة على ترجمة تسلسل الأوامر لأعمال التنفيذ اللاحقة. وتترجم بعض تطبيقات فورث (عادة النسخ الأولى أو تلك الكتابية لكي تصبح محمولة تماما) شفرة مجزأة، ولكن تنتج العديد من التطبيقات حاليا لغة آلة محسنة مثل غيرها من مترجمات اللغة.
وعلى الرغم من أنها لا تتمتع بشعبية مثل غيرها من نظم البرمجة، تتمتع فورث بالدعم الكافي للإبقاء على العديد من بائعي ومتعهدي اللغة في العمل. وتستخدم فورث حاليا في محملات نظم التشغيل مثل البرمجيات الثابتة المفتوحة، وتطبيقات الفراغ الفاصل, وغيرها من النظم المدمجة. ويمثل جي فورث، تطبيق من تطبيقات فورث من خلال مشروع جنو، وتتم صيانته بفعالية، بنسخته الحديثة الصادرة في ديسمبر 2008. وتخضع القياسية 1994 حاليا للمراجعة، وسميت مؤقتا بـ Forth 200x.

## وصلات خارجية
- Forth على مشروع الدليل المفتوح
- comp.lang.forth - يوزنت newsgroup with active Forth discussion
- Forth Chips Page — Forth in hardware
- Jupiter Ace Archive — Forth computer from 1983
- fignition — Forth in DIY hardware
- A Beginner's Guide to Forth by J.V. Noble
- Forth Links
- J2EE Forth — a Forth implementation in Java
- Various Forth variants and ANSI docs
- Thinking Forth Project includes the seminal (and previously out of print) book Thinking Forth by Leo Brodie published in 1984, now available both as a PDF and in hardcopy as a reprint, with some revisions to ensure current compatibility.
- Starting Forth author Leo Brodie's homepage.
- Computerworld Interview with Charles H. Moore on Forth
- FORTH Retro Podcast in two parts (part I, part II)
- gforth homepage. GNU version of forth.
- Reva Forth homepage. x86 Forth for GNU/Linux, Mac(intel) and windows
- Mitch Bradley's Forth Lessons (and Open Firmware lessons) supporting the OLPC XO-1 project.